# Otchakiv
Pour les articles homonymes, voir Otchakov (homonymie).
Otchakiv (en ukrainien : Очаків) ou Otchakov (en russe : Очаков ; en tatar et en turc : Özi ou Özü ; en roumain : Oceac ou Oceacov) est une ville de l'oblast de Mykolaïv, en Ukraine, et le centre administratif du raïon d'Otchakiv. Sa population était estimée à 7 000 habitants en 2024.

## Géographie

### Situation
Otchakiv est située au bord de la mer Noire, sur une péninsule de l'estuaire du Dnipro, à 52 km au sud-ouest de Mykolaïv.

## Histoire

### Origine
Au IVe siècle, à proximité des ruines de l'antique Olbia, une colonie grecque de la cité grecque de Milet, et de la colonie grecque d'Alektor, aux pieds de la forteresse turque d'Oçi-Kale, apparaît Oçak, bourgade tatare.

### Moyen Âge
Au Moyen Âge, de puissantes fortifications sont construites par les Polonais sur ce site qu'ils nomment Oczaków et sur le promontoire de Kınburun (« cap du fourreau » en turc), pour protéger l'entrée du Dnipro. Elles seront renforcées par le khan de Crimée Mengli Giray en 1492.
Le site est alors connu sous le nom de Kara Kerman (« forteresse noire », en turc). Quelques décennies plus tard, la forteresse revient aux Ottomans qui en font une raya du nom d'Özi ou Özü.
Elle devient ensuite le chef-lieu d'un sandjak qui englobait Khajidereh (Ovidiopol), Khadjibey (Odessa) et Dubăsari, ainsi que quelque 150 villages. La province de Silistra à laquelle elle appartient est parfois appelé province d'Özi, le pacha (beylerbey) ayant résidé alternativement dans les deux villes.

### Époque moderne
Pendant la guerre russo-turque de 1735-1739, l'armée russe assiège Otchakiv en 1737, la considérant comme le principal obstacle à la possession du littoral de la mer Noire. Elle est prise par le maréchal von Münnich, mais l'année suivante elle est abandonnée et redevient turque en 1739.
Au cours de la Guerre russo-turque de 1787-1792, Otchakiv est assiégée une nouvelle fois par les Russes. Ce second siège dure six mois et s'achève en décembre 1789. La prise d'assaut de la forteresse par une température de −23 °C est particulièrement meurtrière. Cette attaque est devenue le sujet d'une ode du célèbre poète Gavril Derjavine.
La bataille navale d'Otchakiv (ou de Fidonisi) se déroule au large de la ville au même moment. Par le Traité d'Iaşi, signé en 1792, Otchakiv, sous le nom d'Otchakov, est cédée à l'Empire russe.
Au cours de la guerre de Crimée (1853-1856 ), la forteresse de Kınburun (nom transcrit Kinbourn en anglais), en face d'Otchakov, est bombardée par la flotte anglo-françaises et tombe le 17 octobre 1855. La forteresse reste aux Anglais et aux Français jusqu'à la fin de la guerre, tandis que les Russes abandonnent Otchakov et détruisent le fort qui s'y trouve. Après la guerre, les défenses côtières autour d'Otchakov sont reconstruites et renforcées.

### De nos jours
Otchakiv est aujourd'hui un petit centre de villégiature au bord de la mer Noire et un port de pêche.
Le principal centre d'intérêt de la ville est le bâtiment du Musée de la peinture marine Sudkovsky, qui fut une mosquée au XVe siècle. Elle devint l'église Saint-Nicolas en 1804 et fut reconstruite dans le style russe en 1842.

## Population
Recensements (*) ou estimations de la population :
| 1897*  | 1923* | 1926* | 1959* | 1970*  | 1979*  | 1989*  |
| ------ | ----- | ----- | ----- | ------ | ------ | ------ |
| 10 786 | 4 702 | 4 674 | 8 473 | 12 529 | 14 918 | 18 976 |

| 2001*  | 2012   | 2013   | 2014   | 2015   | 2016   | 2017   |
| ------ | ------ | ------ | ------ | ------ | ------ | ------ |
| 16 929 | 14 721 | 14 632 | 14 566 | 14 491 | 14 513 | 14 360 |

## Jumelages
- Fécamp (France)

## Personnalités nées à Otchakiv

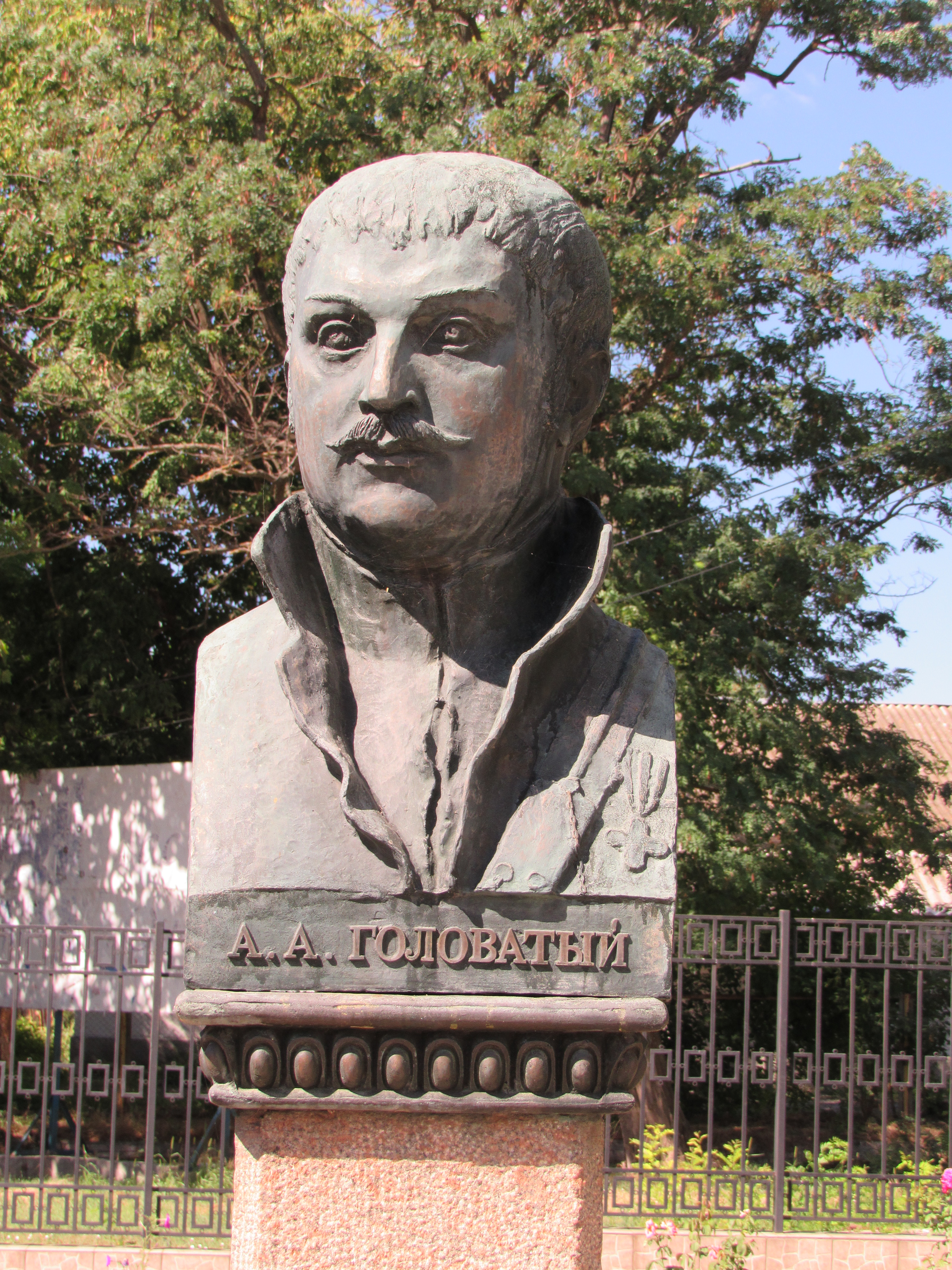
Buste d'Antin Golovaty classé au musée militaire Souvorov.

- Ievguenia Bosch (1879-1925), participante active du mouvement révolutionnaire en 1917.

## Galerie

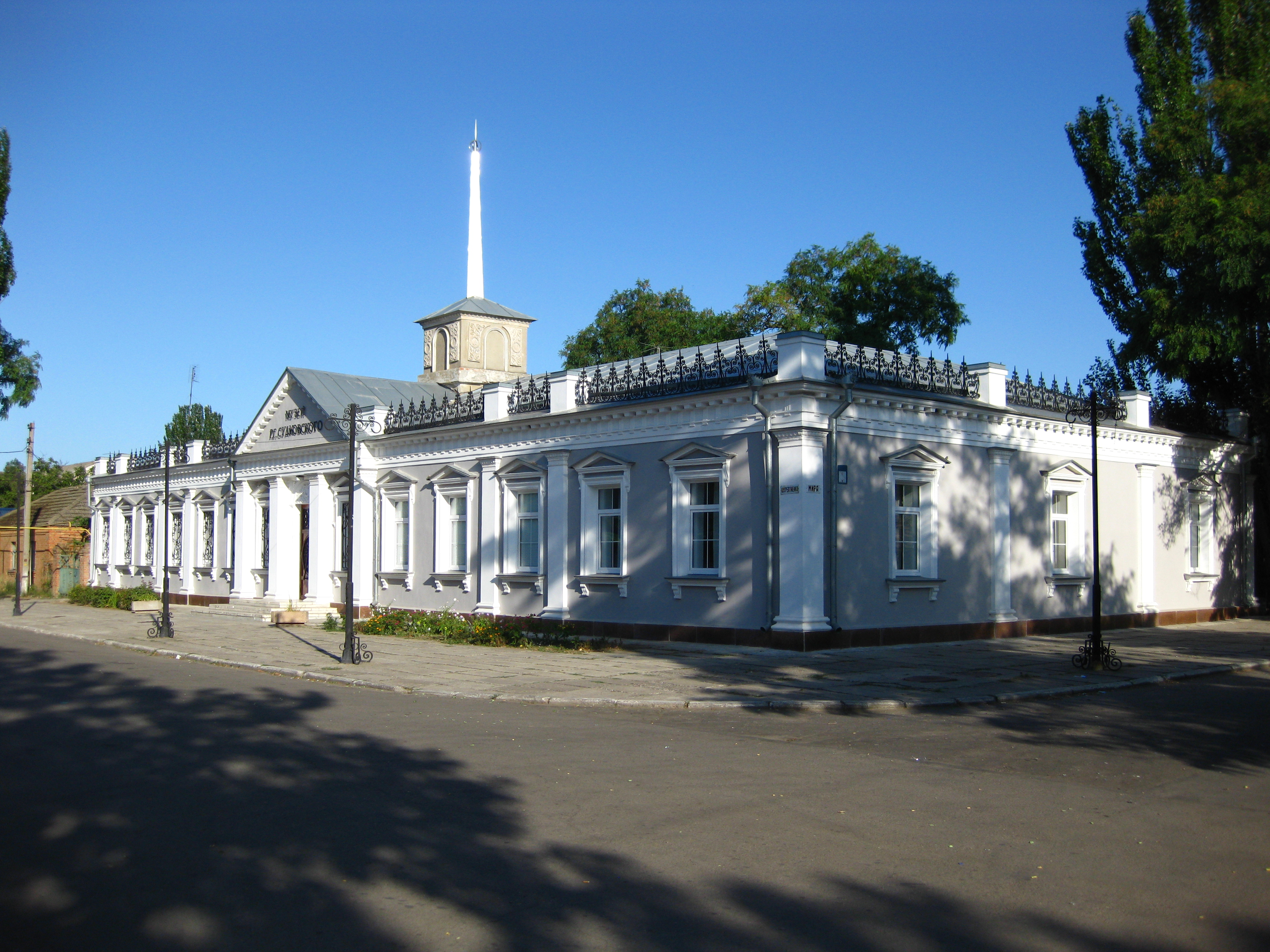
Musée de la peinture marine Sudkovsky.
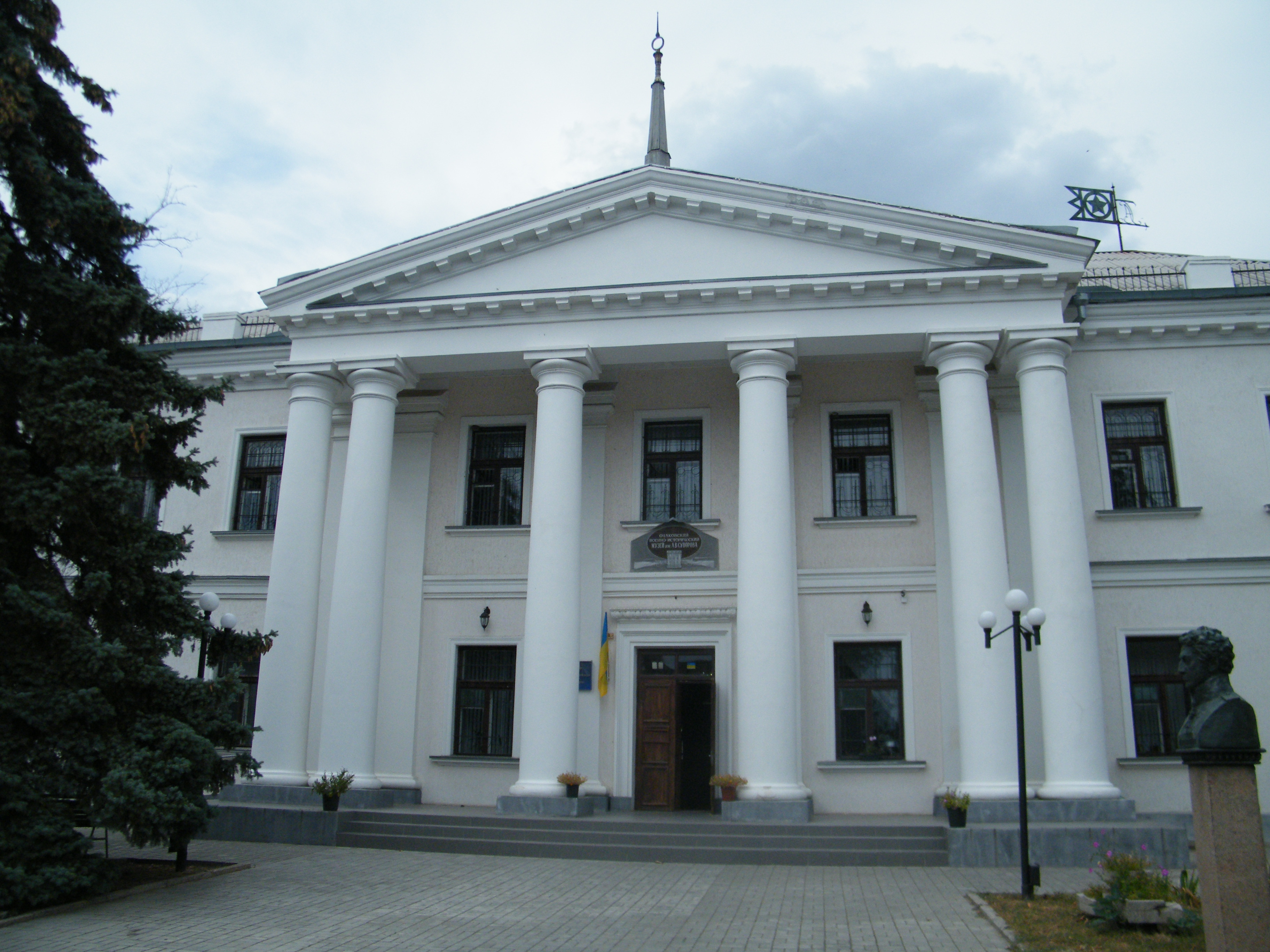
Musée d'histoire militaire d'Ochakiv.
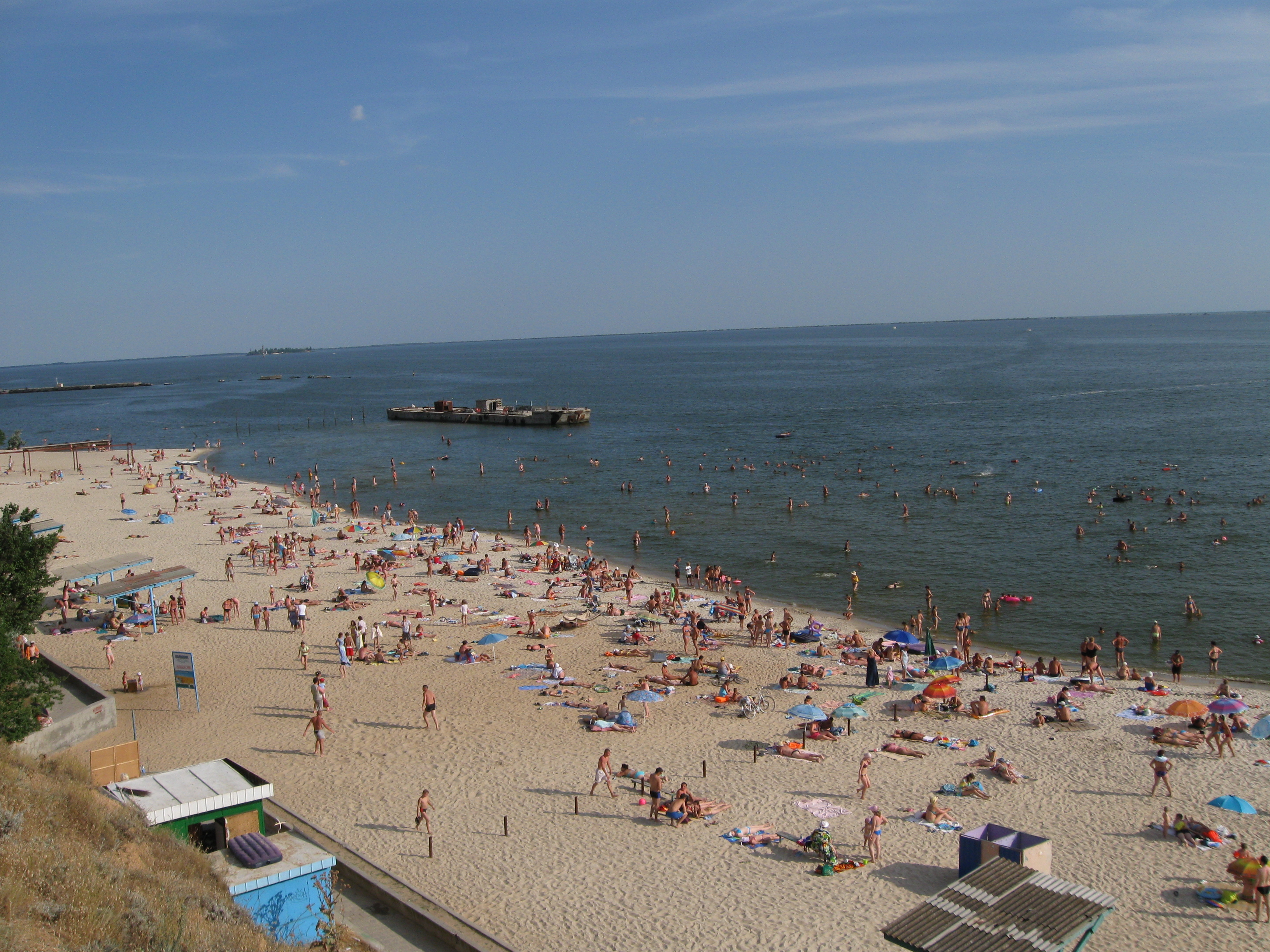
Plage.
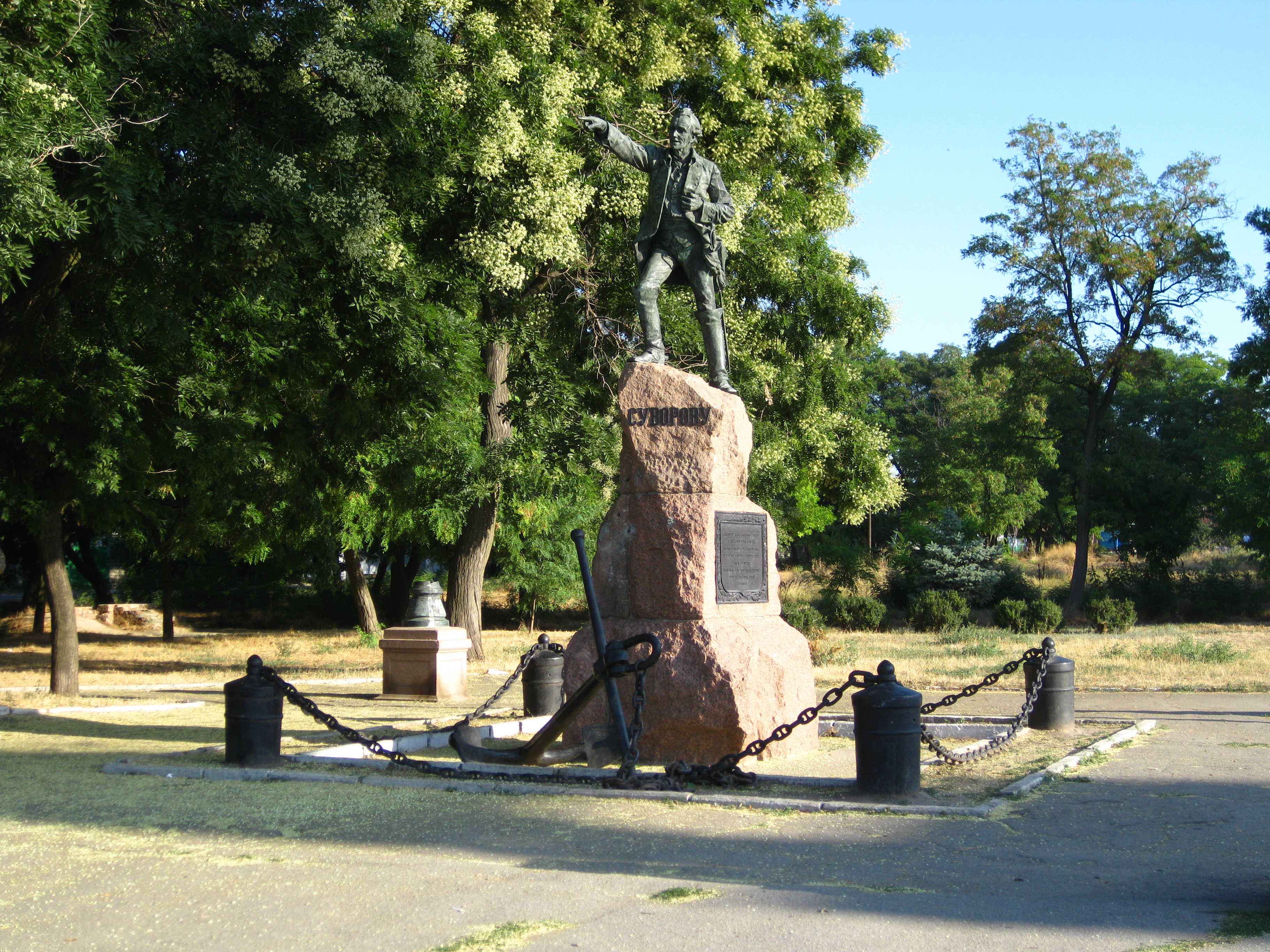
Statue de Souvorov par Boris Edwards (1907).